# Berthe Morisot cu un buchet de violete
Berthe Morisot cu un buchet de violete este o pictură în ulei pe pânză din 1872 a pictorului francez Édouard Manet. Pictura o înfățișează pe pictorița Berthe Morisot îmbrăcată într-o rochie neagră de doliu, cu un buchet abia vizibil de violete. Pictura, cunoscută uneori drept Portretul lui Berthe Morisot, Berthe Morisot cu pălărie neagră sau Tânără femeie cu pălărie neagră, se află în colecția Musée d'Orsay din Paris. De asemenea, Manet a creat o gravură și două litografii ale aceleiași compoziții.

## Context
Manet a făcut cunoștință cu Berthe Morisot în 1868. Era nepoata lui Fragonard și, de asemenea, pictoriță; Morisot și Manet și-au influențat reciproc activitatea. El i-a pictat portretul de multe ori, inclusiv în lucrarea sa anterioară Balconul. S-a căsătorit cu fratele lui Manet, Eugène, în 1874.
Manet a rămăs la Paris în timpul războiului franco-prusac din 1870–71 și a făcut parte din Garda Națională pentru a apăra orașul în timpul asediului Parisului. Nu a putut să picteze în timp ce servea în Gardă și a părăsit Parisul după ce orașul s-a predat la sfârșitul lunii ianuarie 1871. A revenit la pictat mai târziu în 1871 și s-a întors la Paris după înfrângerea Comunei din Paris în mai 1871.
Acest tablou a fost unul dintre mai multele portrete ale unui Morisot îmbrăcată în negru realizate de Manet între 1872 și 1874: altele o prezintă cu un pantof roz, cu un evantai și acoperită cu un voal.

## Descriere
Este un studiu în nuanțe de negru. În mod neobișnuit pentru portretele lui Manet, care de obicei au o lumină uniformă, Morisot este luminată dintr-o parte, astfel încât să fie mai luminoasă pe partea dreaptă, în timp ce stânga este în umbră profundă. Poartă rochie și pălărie neagră de doliu, cu fața înconjurată de panglici și eșarfe negre, pe un fundal mai deschis și un cercel în fiecare ureche. Florile violete sunt abia perceptibile acolo unde decolteul rochiei lui Morisot se îndreaptă spre pieptul ei. De asemenea, Manet a pictat violete în Femeie cu papagal din 1866.
Manet a pictat-o pe Morisot cu ochi negri, deși ochii ei erau de fapt verzi. Costumul întunecat și ochii pot face aluzie la impresia lui Manet că arăta ca o spanioloaică. Manet mai pictase un portret similar, cu propria sa mamă în doliu, în 1863, în care o prezintă pe mama sa îmbrăcată în negru, pe un fundal întunecat.
Pictura a fost urmată de o gravură similară - probabil primul exemplar, cu poza inversată - și două litografii, toate realizate din 1872 până în 1874. Manet a realizat o pictură similară cu Morisot în rochie de doliu în 1874, după moartea tatălui ei, Edmé Tiburce Morisot.